# Catacomba di Santa Caterina d'Alessandria
La catacomba di Santa Caterina d'Alessandria si trova a Chiusi. Insieme a quella di Santa Mustiola è l'unica finora individuata in Toscana continentale.

## Storia e descrizione
Di dimensioni più ridotte rispetto a quelle di Santa Mustiola è stata scoperta per caso nel 1848 nel corso di alcuni lavori nei campi. La struttura, che risale al II o al III secolo, è composta da due ipogei pagani di più antica datazione, poi sfruttati dalle comunità paleocristiane, fino al IV secolo. Le tombe, che si trovano sotto il pavimento, sono a fossa.
Prende il nome da una cappella dedicata a santa Caterina delle Ruote che sorgeva vicino. Vi si trovano numerose iscrizioni funerarie in pietra che rivelano l'origine sepolcrale pagana; interessanti gli stipiti dell'antica porta in pietra. Molto suggestivo l'ambiente, articolato in diverse parti: andito, oratorio, altare, arcosoli e ambulacri.